# Iia Arepina
Iia Arepina (în rusă Ия Алексеевна Арепина, transliterat: Iia Alekseevna Arepina, n. 2 iulie 1930, Ardatov⁠(d), RSFS Rusă, URSS – d. 24 iulie 2003, Moscova, Rusia) a fost o actriță sovietică și rusă de teatru și film.
Printre cele mai cunoscute filme ale sale se numără Neamul Jurbinilor (1954), Balada voinicului (1956), În zgomotul roților (1959), Fata căpitanului (1958) și Călina roșie (1973).

## Biografie
Al șaptelea copil dintr-o familie numeroasă, Iia Arepina a crescut în Ardatov, în Republica Socialistă Sovietică Autonomă Mordoviană. În 1947, la vârsta de șaptesprezece ani, a plecat la Moscova pentru a susține examenul de admitere la Institutul Național de Cinematografie. A studiat acolo sub conducerea lui Vassili Vanine și Vladimir Belokourov. Absolventă în 1954, a devenit actriță la Teatrul Național de Actori de Cinema, unde a lucrat până în 1985.
Succesul l-a obținut cu rolul Tonja în Neamul Jurbinilor a lui Iosif Heifiț. Pentru interpretarea ei, ca parte a ansamblului general, a primit Prix d'interprétation féminine la Festivalul de la Cannes din 1955.
Drept urmare, a fost folosită „în mai multe roluri pentru fete tinere cu o gamă largă emoțională”, dar în anii 1960 și 1970 a primit din ce în ce mai puține oferte de roluri. Ultimul ei rol în film a fost într-o producție de televiziune în 1988. Arepina a decedat la Moscova în 2003 și a fost înmormântată la cimitirul Nikolo Arhangelskoye.

## Filmografie selectivă
- 1953 Zorile stepei (Степные зори), regia Leon Saakov : Varia
- 1954 Neamul Jurbinilor (Большая семья), regia Iosif Heifiț : Tonia Jurbina
- 1955 Земля и люди, regia Stanislav Rostoțki : studenta
- 1956 Balada voinicului (Илья Муромец), regia Aleksandr Ptușko : Alionușka
- 1956 Fata de la far, regia Oles Goncear : Marika
- 1957 Călătorie peste trei mări (Хождение за три моря), regia Khwaja Ahmad Abbas și Vasili Pronin : Duniașa
- 1957 Luptătorul și clovnul (Борец и клоун), regia Boris Barnet și Konstantin Iudin : Marusia „Mimi” Nikolaevna
- 1958 Pe drumuri de război (На дорогах войны), regia Leon Saakov : Вера
- 1958 Fata căpitanului (Капитанская дочка), regia Vladimir Kaplunovski : Mașa (Maria Ivanovna Mironova)
- 1959 În zgomotul roților (Под стук колёс), regia Mihail Erșov : Nastea
- 1959 Хмурый Вангур, regia Oleg Koreakov : Natașa, studenta
- 1962 Când podurile sunt ridicate (Когда разводят мосты), regia Viktor Sokolov : Inga
- 1965 Război și pace (Война и мир), regia Serghei Bondarciuk : fata din casa lui Ahrosimov
- 1973 Călina roșie (Калина красная), regia Vasili Șukșin : sora lui Egor
- 1978 Investigație preliminară (Предварительное расследование), regia Andrei Razumovski : secretara
- 1979 Ceva nu e în regulă cu telefonul (Что-то с телефоном), regia Konstantin Osin : mama lui Vadim
- 1982 Печники, regia Vladimir Hramov : profesoara
- 1988 Nu uitați să priviți înapoi (Не забудь оглянуться), regia Aleksandr Voropaev : soția lui Filip Kuzmici
- 1992 Alergând pe partea însorită (Бег по солнечной стороне), regia Oleg Kavun : rol episodic (film TV)